# 15 tháng 6
Ngày 15 tháng 6 là ngày thứ 166 (167 trong năm nhuận) trong lịch Gregory. Còn 199 ngày trong năm.

## Sự kiện
- 1215 -– Đại Hiến chương Magna Carta được ký tại Anh, lần đầu giảm quyền lực của nhà nước quân chủ tập trung và bảo vệ các quyền tự do cá nhân.
- 1219 – Theo truyền thuyết, quốc kỳ Đan Mạch được sử dụng lần đầu trong trận Lyndanisse, đây là quốc kỳ cổ nhất vẫn còn được sử dụng.
- 1389 – Đế quốc Ottoman đánh bại lực lượng của người Serbia và người Bosnia trong trận Kosovo.
- 1527 – Mạc Đăng Dung lên ngôi hoàng đế, đặt niên hiệu là Minh Đức.
- 1846 – Hiệp định Oregon xác định vĩ tuyến 49 độ Bắc từ dãy núi Rocky đến eo biển Juan de Fuca là biên giới tự nhiên giữa Hoa Kỳ và Canada.
- 1896 – Động đất Sanriku tại Nhật Bản khiến hơn 22.000 người thiệt mạng.
- 1944 – Chiến tranh thế giới thứ hai: Hải quân Hoa Kỳ bắt đầu đánh chiếm đảo Saipan từ Nhật Bản.
- 1949 – Chính phủ tỉnh Đài Loan của Trung Hoa Dân Quốc công bố chính thức phát hành Tân Đài tệ.
- 1954 – Liên đoàn bóng đá châu Âu được thành lập tại Basel, Thụy Sĩ.
- 1990 - Thành lập Trường Đại học Mở Thành phố Hồ Chí Minh, Việt Nam.
- 2001 – Nguyên thủ của sáu quốc gia gồm Trung Quốc, Nga, Kazakhstan, Kyrgyzstan, Tajikistan, Uzbekistan ký vào tuyên ngôn thành lập Tổ chức Hợp tác Thượng Hải.

## Sinh
- 28 – Hán Minh Đế, vua thứ 17 của Nhà Hán (m. 75).
- 1828 – Nguyễn Phúc Nhàn Thục, phong hiệu Gia Lạc Công chúa, công chúa con vua Minh Mạng (m. 1864)
- 1932 – Nguyễn Quang Riệu, giáo sư người Pháp gốc Việt (m. 2021)
- 1943 – Johnny Hallyday, ca sĩ, diễn viên người Pháp (m. 2017)
- 1946 – Noddy Holder, ca sĩ người Anh
- 1951 - Quốc Dũng, nhạc sĩ người Việt Nam
- 1953 - Tập Cận Bình, Tổng bí thư Đảng Cộng sản Trung Quốc, Chủ tịch nước Cộng hòa Nhân dân Trung Hoa
- 1964 - Goda Takeshi (Jaian), nhân vật hoạt hình nổi tiếng ở Nhật Bản
- 1966 - Hoàng Sơn, diễn viên người Việt Nam
- 1983 - Giáng Tiên, nữ ca sĩ người Việt Nam
- 1984 – Tim Lincecum, cầu thủ bóng chày người Mỹ
- 1991 - Dương Hoàng Yến, nữ ca sĩ người Việt Nam
- 1992 – Mohamed Salah, cầu thủ bóng đá người Ai Cập

## Mất
- 1888 – Friedrich III, Hoàng đế Đức (s. 1831)
- 1889 – Mihai Eminescu, nhà thơ România (s. 1850)